# Ibrahim Abu-Lughod
Pour les articles homonymes, voir Abu-Lughod.
Ibrahim Abu-Lughod  (arabe : إبراهيم أبو لغد), né le 5 février 1929 à Jaffa et mort le 23 mai 2001 à Ramallah, est un universitaire, sociologue et historien palestinien (puis américain)

## Biographie
Sa famille quitte Jaffa en 1948 pour Naplouse, avant de rejoindre Amman. Ibrahim Abou Loughod part aux États-Unis en 1950 pour poursuivre des études de sciences politiques, où il obtient un doctorat à l'Université de Princeton en 1957.
Dans un premier temps, il travaille à l'UNESCO dans le département de recherche sociale en Égypte. Puis il enseigne au Smith College et à la Northwestern University, de 1961 à 1992.
À partir de 1992, il retourne en Palestine et devient vice-président et professeur de relations internationales à l'Université Birzeit.

## Activité
Ibrahim Abou Loughod est l'un des cocréateurs en 1968 de l'Association of Arab-American University Graduates. Il a également été membre du Conseil national palestinien.

## Vie privée
Il a été l'époux de Janet Abu-Lughod de 1951 à 1991. Ils ont eu quatre enfants : Lila, Mariam, Deena et Jawad.

## Publications
Ceci est une liste très partielle de nombreux écrits Abu-Lughod, qui ne comprend pas un nombre considérable d'articles de revues.
Publications personnelles
- The Arab Rediscovery Of Europe: A Study in Cultural Encounters (1963)
- The Evolution of the Meaning of Nationalism (1963)
- The transformation of the Egyptian elite : prelude to the 'Urabi Revolt (1967)

Direction d'ouvrages
- The Arab-Israeli Confrontation of 1967: An Arab Perspective (1970)
- The Transformation Of Palestine (1972)
- Settler regimes in Africa and the Arab world : the illusion of endurance (1974)
- African themes / Northwestern University studies in honor of Gwendolen M.Carter.  (1975)
- Palestinian Rights: Affirmation and Denial (1982)
- The Landscape of Palestine: Equivocal Poetry (1999)